# Phyllonorycter acutissimae
Phyllonorycter acutissimae là một loài bướm đêm thuộc họ Gracillariidae. Nó được tìm thấy ở Nhật Bản (Hokkaidō, Honshū, Kyūshū, Shikoku) và Hàn Quốc.
Ấu trùng ăn Castanea crenata, Quercus acutissima, Quercus aliena, Quercus crispula, Quercus mongolica, Quercus serrata và Quercus variabilis. Chúng ăn lá nơi chúng làm tổ. 